# Maricica Puicăová
Maricica Puicăová (* 29. července 1950, Jasy) je bývalá rumunská atletka, běžkyně, která se specializovala na střední tratě.

## Kariéra
Jeden z největších úspěchů své kariéry zaznamenala v roce 1984 na letních olympijských hrách v Los Angeles. Na těchto hrách měly ženy poprvé na programu běh na 3000 metrů a Puicăová se tehdy stala první olympijskou vítězkou v této disciplíně. Ve finále zaběhla trať v čase 8:35,96. S více než třísekundovou ztrátou doběhla na druhém místě britská běžkyně Wendy Slyová a bronz brala Lynn Williamsová z Kanady. Druhý úspěch vybojovala na poloviční trati (1500 m), kde si doběhla v čase 4:04,15 pro bronzovou medaili. Stříbro získala její krajanka Doina Melinteová a zlato Gabriella Dorioová z Itálie. Puicăová se zúčastnila rovněž letních olympijských her v Montrealu 1976, Moskvě 1980 a Soulu 1988. Výrazného výsledku dosáhla především na olympiádě v Moskvě, kde ve finále běhu na 1500 metrů skončila na 7. místě.
Na evropském šampionátu v Athénách v roce 1982 získala v běhu na 3000 metrů stříbrnou medaili. O čtyři roky později si obdobně vedla také na ME v atletice ve Stuttgartu. Stříbro vybojovala rovněž na druhém ročníku MS v atletice 1987 v Římě a na halovém ME 1982 v Miláně. Ve sbírkách má také bronzové medaile z halového MS 1987 v Indianapolisu a halového ME 1989, které se konalo v nizozemském Haagu.

### Světové rekordy
16. září 1982 v italském Rieti zaběhla nový světový rekord na méně často vypisované trati, běhu na 1 míli. Jeho hodnota byla 4:17,44. Světový rekord vytvořila také 11. července 1986 v Londýně v běhu na 2000 metrů, když trať zaběhla v čase 5:28,69. O osm let později rekord překonala Irka Sonia O'Sullivanová.

### Osobní rekordy
Hala
- 3000 m – 8:43,49 – 27. února 1987, New York

Dráha
- 1500 m – 3:57,22 – 1. července 1984, Bukurešť
- 1 míle – 4:17,33 – 21. srpna 1985, Curych
- 2000 m – 5:28,69 – 11. července 1986, Londýn (3. nejlepší výkon historie)
- 3000 m – 8:27,83 – 7. září 1985, Řím